# خشاب (قيلاب)
خشاب (بالفارسية: خشاب) هي قرية تقع في قسم قيلاب الريفي، بمقاطعة أنديمشك التابعة لمحافظة خوزستان، إيران. يقدر عدد سكانها بـ 217 نسمة حسب الإحصاء السكاني الذي تمّ في عام 2006.